# Santo Antônio de Pádua
Santo Antônio de Pádua là một đô thị thuộc bang Rio de Janeiro, Brasil. Đô thị này có diện tích 611,981 km², dân số năm 2007 là 72686 người, mật độ 69,8 người/km².